# Wieberen
Wieberen is een via het Jiddisch aan het Bargoens ontleend woord, dat vooral in het Amsterdams dialect voorkomt maar ook elders in Nederland regelmatig wordt gebezigd.
De betekenis (volkstaal) is ‘weggaan, ophoepelen, opzouten, oprotten’, of ‘ontslagen worden’. Het Bargoens was de geheimtaal van dieven, landlopers en rondtrekkende handelaren en heeft veel aan de Jiddische taal ontleend. Wieberen is afgeleid van het Bargoense woord ‘wieberig’ in de uitdrukking ‘wieberig gaan’ (vluchten). En ‘wieberig’ is op zijn beurt weer afgeleid van het Jiddische woord ‘vejiverech’ (ועייִבערעח), uit het Hebreeuwse 'vajivrach' (וַיִּבְרַח, 'en hij vluchtte').
De kreet ‘ga wieberen’ ofwel ‘rot op’ wordt door veel jongeren gebruikt, al is het woord dus terug te voeren tot de Bijbel . De Bargoense betekenis van wieberen wordt alleen gebruikt als je zelf weggaat omdat je een fout gemaakt hebt. Een ander kan het je dus niet bevelen.